# Eugene Gross
Eugene Paul Gross (New York, 27 giugno 1926 – Boston, 19 gennaio 1991) è stato un fisico statunitense.
Fisico teorico, ha lasciato un'impronta significativa nei campi della meccanica quantistica e dei metodi cinetici.

## Biografia
Nato a New York, Gross ha conseguito il dottorato di ricerca nel 1948 presso l'Università di Princeton, sotto la guida di David Bohm. La sua carriera accademica ha preso il via come assistente presso l'Università di Harvard (1948-1949), seguito da un periodo come ricercatore associato presso il Massachusetts Institute of Technology (1950-1951). Successivamente, ha lavorato come ricercatore presso il Laboratorio per la ricerca sull'isolamento e, dal 1954 al 1956, come professore assistente alla Syracuse University.
Nel 1961, Gross è diventato professore associato presso la Brandeis University, dove ha avanzato fino a diventare professore ordinario nel 1963. Il suo impegno accademico lo ha portato a trascorrere il periodo 1963-1964 presso l'Università degli Studi di Roma "La Sapienza" nell'ambito del programma Fulbright.

## Contributi scientifici
Gross è particolarmente noto per i suoi contributi alla meccanica quantistica, con l'introduzione dell'equazione di Gross-Pitaevskij nel 1961. Questa equazione è stata fondamentale per la teoria dei fluidi quantistici bosonici, applicata, ad esempio, allo studio dell'elio liquido.
Nel campo dei metodi cinetici, Gross ha collaborato con Prabhu L. Bhatnagar e Max Krook nell'introduzione dell'operatore Bhatnagar-Gross-Krook (BGK), utilizzato nell'equazione di Boltzmann e nei metodi a reticolo di Boltzmann.

## Ruoli accademici e riconoscimenti
Nel corso della sua carriera, Gross ha ricoperto posizioni di prestigio, tra cui la cattedra Edward e Gertrude Swartz in Fisica Teorica presso la Brandeis University a partire dal 1976. Ha anche guidato il dipartimento di fisica dal 1977 al 1979.
La sua eredità scientifica è stata ulteriormente arricchita dai numerosi articoli pubblicati, superando gli 80 lavori scientifici, incluso il lavoro pionieristico con David Bohm e le importanti contribuzioni alla comprensione dei liquidi quantistici, plasmi, solidi e teoria cinetica dei gas.
Eugene Paul Gross è deceduto il 19 gennaio 1991 a Boston.